# Seeligkazerne
De Seeligkazerne in de binnenstad van Breda is een voormalige kazerne, gelegen aan de Fellenoordstraat 93. Het is vernoemd naar H.G. Seelig (1785-1864), Luitenant-generaal der Artillerie. Sinds 2019 is het terrein onderdeel van scholengemeenschap De Rooi Pannen. 

## Geschiedenis
In 1682 neemt het leger de Gasthuisvelden in gebruik als excercitieterrein. Op het terrein was al een gebouw in gebruik, dat later Het Klein Arsenaal genoemd zou worden. Het gebouw stamt uit 1640, en werd vernieuwd in 1836. Een tweede arsenaal werd op het terrein gebouwd en kreeg de naam Het Groot Arsenaal. Deze stamt uit 1771 en werd ontworpen door de Franse architect J.C.W. Herlin. Verdere uitbreidingen dateren van 1890 en 1928. Het Groot Arsenaal is het oudste nog bestaande gebouw van de kazerne en is geklasseerd als rijksmonument. Vanaf 1836 was het kazernecomplex in gebruik door het legeronderdeel van de artillerie. Als laatste tot 2016 was hier de Nederlandse Defensie Academie in gevestigd. Daarmee nam defensie ook afscheid van het terrein. Naast het hoofdgebouw bleven Het Groot Arsenaal en Het Klein Arsenaal behouden. Deze werden gerestaureerd en in oorspronkelijke staat teruggebracht. De naoorlogse bouwwerken op het militaire terrein zijn gesloopt. 

## Huidig
Vanaf 1 maart 2019 is de Seeligkazerne als onderwijsgebouw in gebruik bij scholengemeenschap De Rooi Pannen met de scholen De Rooi Pannen Breda Toerisme, Leisure & Marketing en De Rooi Pannen Breda Horeca. Naast het onderwijsgebouw gebruikt De Rooi Pannen het op hetzelfde terrein gelegen Het Groot Arsenaal en Het Klein Arsenaal als praktijkgebouwen. 